# 瓦爾庫雷村
瓦爾庫雷村（波斯語：وركوره），是伊朗吉兰省阿姆拉什县兰库区沙布庫斯拉特鄉的一个村。2006年人口普查顯示該村人口为370人，分佈在109个家庭中。